# Dismal Buttress
Dismal Buttress ist ein hauptsächlich eisfreies Felsmassiv im Königin-Maud-Gebirge der antarktischen Ross Dependency. Es ragt 5 km nordwestlich des Roberts-Massivs auf der Westseite des Kopfendes des Shackleton-Gletschers auf.
Teilnehmer der Südgruppe der von 1961 bis 1962 durchgeführten Kampagne im Rahmen der New Zealand Geological Survey Antarctic Expedition nahmen nach einer Reihe von Rückschlägen, welche sie zu verkraften hatten, die Benennung vor. Namensgeber ist Dismal, ein Leithund mit achtjähriger Antarktiserfahrung, den die Gruppe gezwungenermaßen getötet hatte.